# Stadio Omobono Tenni
Das Stadio Omobono Tenni ist ein Fußballstadion in der italienischen Stadt Treviso, Region Venetien.
Es ist die Heimstätte des Drittliga-Vereins FC Treviso. Es fasst 9.435 Zuschauer, dabei gibt es 1.380 überdachte und 8.055 nicht überdachte Plätze. das Stadion befindet sich unweit der historischen Stadtmauer von Treviso, nordöstlich des Stadtzentrums.

## Geschichte
Das Stadio Omobono Tenni wurde 1933 unter der Bezeichnung Stadio Comunale mit dem Spiel FBC Treviso gegen Udinese Calcio eingeweiht. In den 1950er Jahren bot es für 12.000 Zuschauer Platz. Am 5. Oktober 1963 wurde das Stadion, zum Gedenken an den 1948 tödlich verunglückten Motorradrennfahrer Omobono Tenni, der lange in Treviso lebte, in Stadio Omobono Tenni umbenannt. 1997 stieg FBC Treviso in die Serie B auf, weshalb das Stadion renoviert wurde. Seither bietet das Stadio Omobono Tenni 9.435 Zuschauern Platz. 
Als der FBC Treviso zur Saison 2005/06 in die Serie A aufstieg, erfüllte das Omobono Tenni nicht die nötigen Mindestvoraussetzung der Serie A, weshalb Treviso einige seiner Heimspiele, z. B. gegen Inter Mailand, im Stadio Euganeo von Padua austrug. Nach Fanprotesten gegen den Umzug ins ungeliebte Padua und einigen Umbaumaßnahmen wurde dann aber doch wieder im Stadio Omobono Tenni gespielt, unter anderem auch gegen Juventus Turin (0:1), wo durch Zusatztribünen die Zuschaueranzahl auf 9.996 erhöht wurde.